# Angelica Sanchez
Angelica Sanchez (Phoenix (Arizona), 1972) is een Amerikaanse jazzpianiste en componiste.

## Biografie
Sanches had als kind klarinetonderricht, voordat ze wisselde naar de piano. Ze studeerde van 1990 tot 1994 piano en compositie aan de Arizona State University. In 1995 ging ze naar New York, waar ze Tony Malaby ontmoette, met wie ze optrad in de regio. Later kwam de drummer Tom Rainey erbij. Het trio speelde in 2003 twee livealbums in in Brooklyn (New York).
Als bandleidster bracht Sanchez in 2003 met Malaby, Rainey en de bassist Michael Formanek het album Mirror Me uit. Vanaf 2007 werd het kwartet uitgebreid met de Franse gitarist Marc Ducret. Bovendien trad Sanchez op met o.a. Susie Ibarra, Tim Berne, Mario Pavone, Trevor Dunn, Mark Dresser, Ed Schuller, Judi Silvano, Greg Tardy, Reggie Nicholson, George Schuller, Jeff Williams, Daniel Carter, Michael Sarin, Tony Moreno, Scott Maclemore, Chad Taylor en Ben Monder. Tegenwoordig leidt ze een nonet, waartoe Thomas Heberer, Kenny Warren, Chris Speed, Michael Attias, Ben Goldberg, Omar Tamez, John Hébert en Sam Ospovat behoren. Ze is ook te horen op albums van Anthony Braxton en Rob Mazureks Exploding Star Orchestra.

## Discografie
- 2001: Mirror Me (OmniTone Records)
- 2004: Tony Malaby / Angelica Sanchez / Tom Rainey: Alive in Brooklyn
- 2008: Life Between (Clean Feed Records, met Tony Malaby, Tom Rainey, Marc Ducret und Drew Gress)
- 2012: Wires & Moss (Clean Feed Records, met Marc Ducret, Tony Malaby, Drew Gress, Tom Rainey)
- 2012: Rob Mazurek, Pulsar Quartet, Angelica Sanchez, Matthew Lux, John Herndon: Stellar Pulsations (Delmark Records)
- 2013: Angelica Sanchez & Wadada Leo Smith: Twine Forest (Clean Feed Records)
- 2017: Float the Edge (Clean Feed Records, met Michael Formanek, Tyshawn Sorey)

- Gemeinsame Normdatei: 1041630336
- International Standard Name Identifier: 0000 0004 2548 5796
- Library of Congress Control Number: no2014113664
- MusicBrainz: e67651ba-303a-4d38-8ddd-7371fe5a9195
- Système universitaire de documentation: 254864139
- Virtual International Authority File: 305971495